# زیگفرید ساسر
زیگفرید ساسر (انگلیسی: Siegfried Susser؛ زادهٔ ۱۲ ژوئیهٔ ۱۹۵۳) بازیکن فوتبال اهل آلمان است.
از باشگاه‌هایی که در آن بازی کرده‌است می‌توان به باشگاه فوتبال گروتر فورث، باشگاه فوتبال نورنبرگ، باشگاه فوتبال فرایبورگ، و باشگاه فوتبال استراسبورگ اشاره کرد.